# Outlaw King
Outlaw King (titulada: Legítimo rey en Hispanoamérica y El rey proscrito en España) es una película anglo-americana de acción y drama histórico de 2018 que narra la vida del rey Roberto I de Escocia, quien lanzó una guerra de guerrillas contra el ejército inglés en el siglo XIV. La cinta está coescrita, producida y dirigida por David Mackenzie y es protagonizada por Chris Pine, Aaron Taylor-Johnson, Florence Pugh, Billy Howle, Tony Curran, Callan Mulvey, Stephen Dillane y Alan Cooney.
Tuvo su estreno mundial en el Festival Internacional de Cine de Toronto el 6 de septiembre de 2018, y fue lanzada el 9 de noviembre de 2018 en Netflix.

## Argumento
En 1304, frente al sitiado castillo de Stirling, John Comyn, Roberto de Brus y otros miembros de la nobleza escocesa se rinden ante el rey Eduardo I de Inglaterra, quien exige su homenaje para recuperar sus tierras.
Posteriormente, Roberto entrena con Eduardo II, el príncipe de Gales y heredero de Eduardo I y se casa con su ahijada, Isabel de Burgh. Llega Lord James Douglas, pidiendo la restauración de sus tierras ancestrales, pero se le niega, debido a la traición anterior de Lord Douglas. El rey y el príncipe parten de Escocia, dejando a cargo a Comyn y Roberto, bajo la vigilancia del segundo conde de Pembroke, Aymer de Valence.
Isabel se casa con Roberto, pero él retrasa respetuosamente la consumación. No mucho después, su padre, el Señor de Annandale, muere, temiendo que su amistad finalizada con el rey de Inglaterra haya sido un error. Poco después, mientras entrega impuestos a los ingleses, Roberto nota su impopularidad. Los disturbios siguen a William Wallace siendo descuartizado. Planea otra revuelta y su familia está de acuerdo. Tratando de persuadir a Comyn para que se una a ellos, este amenaza con informar a Eduardo I y en un ataque de pánico, Roberto lo mata. El clero escocés le ofrece un indulto si apoya a la Iglesia católica en Escocia y acepta el trato de la Corona de Escocia. Al enterarse de esto, el rey Eduardo I declara fugitivo a Roberto y su hijo Eduardo II es enviado para aplastar el levantamiento, con la orden del rey de que no se muestre cuartel a ningún partidario de Roberto.
Llamando a un consejo de nobles, la mayoría se niega a romper sus juramentos a Eduardo I. A pesar de la falta de apoyo, Roberto se dirige a Scone para ser coronado rey de Escocia. En el camino, Douglas promete su lealtad. Aymer, ambicioso, intenta moverse contra Roberto antes de que Eduardo II llegue. Para evitar el derramamiento de sangre, desafía a combate singular a Aymer, quien acepta pero retrasa el duelo un día, ya que es domingo. Esa noche, Roberto finalmente consume su matrimonio, pero los ingleses lanzan un ataque sorpresa. Su esposa y Marjorie de Brus son enviadas a un lugar seguro con su hermano Nigel, y él pelea una batalla perdida, durante la cual muere la mayor parte del ejército escocés. Escapando con cincuenta hombres, huyen a Islay y en el camino, John MacDougall parlamenta con ellos, amargado por el asesinato de su primo Comyn, pero les permite pasar. Más tarde, sin embargo, ataca al séquito de Roberto cuando intentan cruzar el lago Ryan. Algunos escapan en botes, pero el hermano de Roberto, Alexander, muere.
Eduardo II llega a Escocia en busca de Roberto en el castillo de Kildrummy, solo para encontrar a la esposa, la hija y el hermano de Roberto. El príncipe hace colgar, arrastrar y descuartizar a su hermano, y envía a la hija y la esposa a Inglaterra. La compañía de Roberto se encuentra con Lord Mackinnon, quien se niega a prestarles hombres. La banda continúa hacia Islay de todos modos; cuando llegan ahí, se enteran de la caída del castillo de Kildrummy y Roberto decide recuperar el castillo a través del sigilo. El éxito de la operación lo inspira a comenzar la guerra de guerrillas. Poco después, Roberto se reencuentra con su otro hermano, Thomas. En Inglaterra, Marjorie se separa de Isabel para ir al convento y después de que Eduardo I escucha que el castillo de 
Douglas ha sido retomado, va tras el propio Roberto. Él le ofrece a Isabel un perdón si anula su matrimonio con Roberto, pero ella se niega y la colocan en una jaula colgante.
Eduardo I muere poco después de llegar a Escocia y Eduardo II se hace cargo de sus fuerzas. Roberto lucha contra el nuevo rey en una batalla campal en la colina de Loudoun, a pesar de ser superado en número seis a uno. El clan McKinnon llega para ayudar a Roberto y como el ejército de Eduardo II está compuesto casi en su totalidad por caballería, Roberto supera la desventaja de tamaño de su ejército en la batalla con un muro de lanza escondido por una zanja. Al intentar atacar los flancos, los jinetes quedan empantanados en el barro, como estaba previsto. Los caballeros ingleses caen de sus caballos, muchos mueren y la batalla se convierte en una reyerta abierta, donde los feroces escoceses prevalecen sobre los desorientados soldados ingleses. Al darse cuenta de que la batalla es inútil, Aymer ordena la retirada. Sin embargo, decidido a matar a su némesis, Eduardo II no se une a ellos y en cambio, se bate en duelo con Roberto mientras los escoceses observan. Eduardo II pronto comienza a perder, y al darse cuenta de que está a punto de ser asesinado, vomita de miedo y pide ayuda a gritos. Roberto prevalece, lo que permite que Eduardo II salga ileso.
En el epílogo se revela que Isabel fue liberada, Eduardo II fue coronado rey de Inglaterra y luego asesinado por sus propios señores. Trescientos años después, el descendiente de Roberto unificó las coronas de Inglaterra y Escocia, y el descendiente de Douglas, Marion Hamilton, se casó con Kentigern Hunter, quien murió en la batalla de Pinkie Cleugh, la última batalla entre Inglaterra y Escocia antes de la unión de ambas coronas en 1547.

## Reparto
- Chris Pine como Roberto I de Brus.
- Aaron Taylor-Johnson como James Douglas.[5]
- Florence Pugh como Isabel de Burgh.[6]
- Billy Howle como Eduardo II, príncipe de Gales.[7]
- Tony Curran como Angus MacDonald.[8][9]
- Lorne MacFadyen como Nigel de Brus.
- Alastair Mackenzie como Lord Atholl.[10]
- James Cosmo como Robert de Brus, 6.º señor de Annandale.[11]
- Callan Mulvey como John III Comyn, señor de Badenoch.[12]
- Paul Blair como William Lamberton.
- Stephen Dillane como Eduardo I de Inglaterra.
- Steven Cree como Christopher Seton.[13]
- Sam Spruell como Aymer de Valence, II conde de Pembroke.
- Rebecca Robin como Margarita de Francia.
- Stewart Brown como la Pelirroja.
- Jamie Maclachlan como Roger de Mowbray.
- Benny Young como Sir Simon Fraser.

## Hechos reales
Aunque la batalla final fue el comienzo del fin de la ocupación inglesa de Escocia, Eduardo II nunca participó en ella mientras que Eduardo I murió después de la batalla por causas naturales, lo que desencadenó los acontecimientos que luego llevaron a la independencia de Escocia en la batalla de Banockburn 7 años después.

## Producción
La fotografía principal comenzó el 28 de agosto de 2017 en ubicaciones en Escocia e Inglaterra. La filmación tuvo lugar en varias ubicaciones que incluyen el Palacio de Linlithgow y Loch, St Michael's Parish Church, el Castillo Borthwick, el Castillo Doune, el Castillo de Craigmillar, la Abadía de Dunfermline, la Catedral de Glasgow, Muiravonside Country Park, Aviemore, la Isla de Skye (Bahía de Talisker, Playas de Coral y Lago Dunvegan), Glen Coe, el Lago Lomond,  Gargunnock, la Universidad de Glasgow, el Castillo de Blackness, la playa de Seacliff y Berwick-upon-Tweed. La producción principal concluyó en noviembre de 2017.

## Estreno
La película tuvo su estreno mundial en el Festival Internacional de Cine de Toronto (TIFF) el 6 de septiembre de 2018. Luego de estrenarse en el TIFF con una duración de 137 minutos, la longitud y ritmo de la película fueron criticados en reseñas tempranas, y Mackenzie posteriormente cortó casi 20 minutos de la película como resultado.  La película tuvo su estreno en Europa en el Festival de Cine de Londres en octubre de 2018. La película fue estrenada el 9 de noviembre de 2018.